# Frederick Guest
Frederick Edward Guest (ur. 14 czerwca 1875, zm. 28 kwietnia 1937) – brytyjski polityk, młodszy syn Ivora Guesta, 1. barona Wimborne i lady Cornelii Spencer-Churchill, córki 7. księcia Marlborough. Był młodszym bratem 1. wicehrabiego Wimborne i bratem ciotecznym Winstona Churchilla.
Wykształcenie odebrał w Winchester School, później wstąpił do armii. W 1897 r. został oficerem 1st Life Guards. W 1900 r. został wysłany do Egiptu, później wziął udział w II wojnie burskiej, gdzie został odznaczony za odwagę i awansowany do stopnia kapitana. W 1906 r. opuścił czynną służbę i został prywatnym sekretarzem swojego brata ciotecznego i bliskiego przyjaciela, Winstona Churchilla. W 1905 r. ożenił się z Amy Phipps (1880 – 1935), córki amerykańskiego finansisty Henry’ego Phippsa i Anne Shaffer. Frederick i Amy mieli razem dwóch synów:
- Winston F. Guest (1906 – 1982), zawodnik polo
- Raymond R. Guest (1907 – 1991, ambasador Stanów Zjednoczonych w Irlandii

W 1904 r., po sporach wewnątrz Partii Konserwatywnej, po przyjęciu przez kierownictwo tej partii doktryny protekcjonizmu, Guest i inni członkowie jego rodziny opuścili partię i w ślad za Churchillem przyłączyli się do Partii Liberalnej. Frederick Guest trzy razy startował w wyborach do Izby Gmin, zanim wygrał wybory w okręgu East Dorset w 1910 r., ale należało powtórzyć wybory z powodu licznych nieprawidłowości w czasie ich przebiegu. Guest wygrał te ponowne wybory i zasiadł w Parlamencie. Znany wśród polityków jako „Freddie Guest” był on bardzo popularnym deputowanym i w 1911 r. został whipem Partii Liberalnej, zaś rok później otrzymał stanowisko Skarbnika Dworu Królewskiego.
Po wybuchu I wojny światowej Guest ponownie zaciągnął się do armii i został adiutantem generała sir Johna Frencha, dowódcy Brytyjskiego Korpusu Ekspedycyjnego we Francji. Guest odbył w tym czasie wiele poufnych rozmów z Francuzami, pozostając w ścisłym kontakcie z War Office. W 1916 r. Guest został przeniesiony do sił zbrojnych w Afryce Wschodniej. Został tam odznaczony Distinguished Service Order. Po zwolnieniu z wojska z powodu choroby, Guest wrócił do działalności politycznej. W maju 1917 r. wszedł do rządu Lloyda George’a jako jeden z sekretarzy skarbu. Później został głównym whipem koalicji rządzącej. W 1920 r. został zaprzysiężony na członka Tajnej Rady, zaś w 1921 r. został ministrem lotnictwa, na którym to stanowisku utrzymał się aż do rozpadu koalicji po wyborach w październiku 1922 r.
W listopadzie 1922 r. Guest utracił swoje miejsce w Parlamencie, ale już w 1923 r. wygrał wybory w okręgu Stroud. Od 1924 r. reprezentował okręg Bristol North. Po porażce liberałów w wyborach 1929 r. ponownie wstąpił do Partii Konserwatywnej. Z jej ramienia wygrał wybory 1931 r. w okręgu Plymouth Drake, który to okręg reprezentował aż do swojej śmierci z powodu raka w 1937 r.
Guest był wielkim fanem wyścigów samochodowych i lotnictwa. W 1930 r. został zastępcą mistrza Gildii Lotniczej, zaś w 1932 r. mistrzem. Był również zapalonym graczem w polo, lubił polować i był popularny w najwyższych kręgach towarzyskich Londynu i Nowego Jorku. Jego żona, prominentna sufrażystka, filantropka i entuzjastka lotnictwa, odziedziczyły posiadłości na Long Island. Małżonkowie często przebywali w USA w latach dwudziestych i trzydziestych. Ich synowie przyjęli amerykańskie obywatelstwa.